# ذا وينر إز... (برنامج تلفزيوني)
 ذا وينر إز... ، هو النسخة العربية من برنامج المسابقات الغنائي الهولندي العالمي "The Winner Is" الذي اخترعه جون دي مول عام 2011 وتقوم بتوزيعه شركة تالبا العالمية.
الموسم الأول من المسابقة بدأ في 20 أيلول 2013 على تلفزيون دبي ويعرض أيضا بالتوازي على قناة أل بي سي وقناة الحياة المصرية. وهو من تقديم الرادود الحسيني الحاج مرتضى الحلواجي. الفائز فسوف يحصل في ختام السباق على مبلغ مالي قدره 500 ألف دولار أمريكي.

## نبذه عن البرنامج
تستند فكرة المسابقة إلى الموهبة الغنائية للفوز بالجائزة الكبرى. يشارك في البرنامج أشخاص بهدف ربح مبالغ نقدية كبيرة تساعدهم على تحقيق أحلامهم من خلال الغناء في جولاتٍ عدّة. على المشتركين اطلاع الجمهور عن الحلم الذي دفعهم للاشتراك في البرنامج، وعليهم أن يكسبوا صوت النجم الضيف وأعضاء لجنة التحكيم في كل حلقة. في كل مواجهة هنالك جائزة نقدية فورية أو تذكرة تؤهل المشترك للانتقال إلى الحلقات النهائية المباشرة.

## فكرة البرنامج
البرنامج يضم 100 عضو من خبراء في مجال الغناء والفن في لجنة التحكيم، سيقومون بتصويت بنعم أو لا للمشتركين، إضافة لهم ينضم أحد نجوم الغناء العربي إليهم، وهو يتبدل في كل حلقة من حلقات البرنامج، وبذلك يصبح العدد الإجمالي للجنة 101. الفنانين الضيوف لهذا الموسم هم:
كاظم الساهر، شيرين عبد الوهاب، أليسا، نوال الكويتية، أحلام، صابر الرباعي، نانسي عجرم، الشاب خالد، حسين الجسمي، أصالة نصري، محمد حماقي وآمال ماهر.
بكل حلقة، ثمانية مشتركين سيتنافسون على الغناء على شكل مواجهات بين خصمين وذلك على مدى ثلاثة جولات، أمام لجنة التحكيم. واحد منهم فقط من هؤلاء الثمانية سيتأهل إلى الحلقة الأخيرة ليتنافس على الجائزة الكبرى مع بقية المتأهلين.

### الجولة الأولى
بهذه الجولة سيتقدم ثمانية أشخاص للغناء أمام لجنة التحكيم الذي ستصوت لتقييم أدائهم. وسيتأهل إلى الجولة الثانية الأربعة الأوائل الحاصلين على أعلى عدد من الأصوات.

### الجولة الثانية
بهذه الجولة ترتيب الموجهات يحدد حسب نتائج الجولة الأولى، حيث الأول في الترتيب ينافس صاحب المركز الثالث، والثاني ينافس صحب المركز الرابع. أعضاء اللجنة الـ101 سيصوتون وقرارهم سيكون حاسم. ولكن قبل إظهار نتائج التصويت يتم عرض مبلغ مالي قدره 2.500 دولار أمريكي على الاثنان. من يختار المبلغ يغادر السباق ويؤهل الثاني للجولة التالية تلقائيا. بحال لم يختار أي منهم المبلغ، تكشف أصوات اللجنة ويغادر دون أي شيء الحاصل على أقل عدد من الأصوات. لتسهيل عملية إتخاذ القرار، هناك وسيلتان للمساعدة مقدمة لهما:
- الأولى، اختيار رقمان من لجنة التحكيم ورؤية تصويتهما، وذلك لمعرفة كفة الأفضلية تميل لمن منهم.
- الثانية، إمكانية استشارة المتسابق لمن رافقه وأخذ رأيه.

### الجولة الثالثة والأخيرة
القواعد هنا كالجولة السابقة، الاثنان المتأهلين يتواجهون مجددا واللجنة تصوت ولا يكشف تصويتها. يعرض على المشاركين مبلغ 10 آلاف دولار أمريكي بهدف تشجيع أحدهما مغادرة السباق. ولديهم هذه المرة ثلاث وسائل مساعدة لتسهيل عملية القرار وهم:
- الأولى، إظهار كيف انقسم تصويت اللجنة بين الاثنان ولكن دون إظهار لمن ذهبت تلك الأصوات
- الثانية، إمكانية استشارة المتسابق لمن رافقه وأخذ رأيه.
- الثالثة، هي سؤال النجم الضيف لمن ذهب صوته.

## حلقات الموسم الأول (2013)
| رموز | المتسابق فاز أو تأهل لجولة التالية | المتسابق استبعد | المتسابق أختار الإنسحاب وأخذ المبلغ المالي | المتسابق تأهل للحلقة الأخيرة |

### الحلقة الأولى:20 أيلول2013- الحكم الضيف:كاظم الساهر
| المرحلة الأولى | المرحلة الأولى       | المرحلة الأولى       | المرحلة الأولى        | المرحلة الأولى |
| التسلسل        | العرض المالي         | المتسابق             | الأغنية المؤداة       | عدد الأصوات    |
| -------------- | -------------------- | -------------------- | --------------------- | -------------- |
| 1              | لا مبالغ بهذه الجولة | أمير علي 47 سنة      | "سيبوني يا ناس"       | 73             |
| 2              | لا مبالغ بهذه الجولة | دانا أبو شقرا 22 سنة | "بالقلب"              | 07             |
| 3              | لا مبالغ بهذه الجولة | ريان جريرة 15 سنة    | "عز الحبايب"          | 69             |
| 4              | لا مبالغ بهذه الجولة | حيان جريرة 15 سنة    | "سيبوني يا ناس"       | 54             |
| 5              | لا مبالغ بهذه الجولة | صباح المرنان 20 سنة  | "كيف بدي عيش"         | 21             |
| 6              | لا مبالغ بهذه الجولة | سلطان عوض 29 سنة     | "حسبت أشواقنا"        | 25             |
| 7              | لا مبالغ بهذه الجولة | محمد بركات 30 سنة    | "أول مرة"             | 28             |
| 8              | لا مبالغ بهذه الجولة | أسماء الجابري 23 سنة | "فرق ما بنالي الزمان" | 77             |

| المرحلة الثانية | المرحلة الثانية | المرحلة الثانية     | المرحلة الثانية | المرحلة الثانية | المرحلة الثانية | المرحلة الثانية | المرحلة الثانية   |
| التسلسل         | العرض المالي    | الأغنية             | المتسابق        | الأصوات         | الأصوات         | المتسابق        | الأغنية           |
| --------------- | --------------- | ------------------- | --------------- | --------------- | --------------- | --------------- | ----------------- |
| 1               | 2.500 دولار     | "بحلم بيك"          | ريان جريرة      | 19              | 82              | أسماء الجابري   | "غنيلي شوي شوي"   |
| 2               | 2.500 دولار     | "مشغول عليك"        | حيان جريرة      | 42              | 59              | أمير علي        | "جنات"            |
| المرحلة الثالثة |                 |                     |                 |                 |                 |                 |                   |
| 1               | 10.000 دولار    | "انا والعذاب وهواك" | أمير علي        | 19              | 82              | أسماء الجابري   | "انا بدي حب كبير" |

### الحلقة الثانية:29 أيلول2013- الحكم الضيف:شيرين عبد الوهاب
| المرحلة الأولى | المرحلة الأولى       | المرحلة الأولى      | المرحلة الأولى       | المرحلة الأولى |
| التسلسل        | العرض المالي         | المتسابق            | الأغنية              | عدد الأصوات    |
| -------------- | -------------------- | ------------------- | -------------------- | -------------- |
| 1              | لا مبالغ بهذه الجولة | يزن صباغ 20 سنة     | "على قد الشوق"       | 56             |
| 2              | لا مبالغ بهذه الجولة | ساندري ملحم 22 سنة  | "يسمحولي الكل"       | 77             |
| 3              | لا مبالغ بهذه الجولة | نورس أبو شاش 20 سنة | "عديت نجمات السما"   | 29             |
| 4              | لا مبالغ بهذه الجولة | بسمة حامد 40 سنة    | "ما يهم"             | 13             |
| 5              | لا مبالغ بهذه الجولة | ربيع سلوم 21 سنة    | "صوت الحدى"          | 55             |
| 6              | لا مبالغ بهذه الجولة | ساندة سكلي 29 سنة   | "ما تحاسبنيش"        | 70             |
| 7              | لا مبالغ بهذه الجولة | جورج صدقة 23 سنة    | "حبيتك وبحبك"        | 100            |
| 8              | لا مبالغ بهذه الجولة | محمد حسن 29 سنة     | "ما بيسألش علي أبدا" | 71             |

| المرحلة الثانية | المرحلة الثانية | المرحلة الثانية    | المرحلة الثانية | المرحلة الثانية | المرحلة الثانية | المرحلة الثانية | المرحلة الثانية     |
| التسلسل         | العرض المالي    | الأغنية            | المتسابق        | الأصوات         | الأصوات         | المتسابق        | الأغنية             |
| --------------- | --------------- | ------------------ | --------------- | --------------- | --------------- | --------------- | ------------------- |
| 1               | 2.500 دولار     | "مغروم"            | ساندري ملحم     | 91              | 10              | سندة سكلي       | "صدفة"              |
| 2               | 2.500 دولار     | "كل ما غابت الشمس" | جورج صدقة       | 86              | 15              | محمد حسن        | "يمكن انا غلطان"    |
| المرحلة الثالثة |                 |                    |                 |                 |                 |                 |                     |
| 1               | 10.000 دولار    | "بليل وشتي"        | ساندري ملحم     | 43              | 58              | جورج صدقة       | "ياريت بترضي ياريت" |

### الحلقة الثالثة:4 تشرين الأول2013- الحكم الضيف:إليسا
| المرحلة الأولى | المرحلة الأولى       | المرحلة الأولى           | المرحلة الأولى  | المرحلة الأولى |
| التسلسل        | العرض المالي         | المتسابق                 | الأغنية         | عدد الأصوات    |
| -------------- | -------------------- | ------------------------ | --------------- | -------------- |
| 1              | لا مبالغ بهذه الجولة | محمد علي 19 سنة          | "سواح"          | 42             |
| 2              | لا مبالغ بهذه الجولة | شيماء حساني 17 سنة       | "إشتروني"       | 95             |
| 3              | لا مبالغ بهذه الجولة | ناجية وجيه 19 سنة        | "إبعتلي جواب"   | 61             |
| 4              | لا مبالغ بهذه الجولة | محمد عبد العزيز 24 سنة   | "مليون خاطر"    | 64             |
| 5              | لا مبالغ بهذه الجولة | عيسى غندور لم يعلن عمره  | "شباك حبيبي"    | 16             |
| 6              | لا مبالغ بهذه الجولة | محمد قباني 22 سنة        | "بين إيديا"     | 67             |
| 7              | لا مبالغ بهذه الجولة | أيوب تيجاني لم يعلن عمره | "تسلم"          | 46             |
| 8              | لا مبالغ بهذه الجولة | همسة منيف 26 سنة         | "اعتزلت الغرام" | 91             |

| المرحلة الثانية | المرحلة الثانية | المرحلة الثانية | المرحلة الثانية | المرحلة الثانية | المرحلة الثانية | المرحلة الثانية | المرحلة الثانية |
| التسلسل         | العرض المالي    | الأغنية         | المتسابق        | الأصوات         | الأصوات         | المتسابق        | الأغنية         |
| --------------- | --------------- | --------------- | --------------- | --------------- | --------------- | --------------- | --------------- |
| 1               | 2.500 دولار     | "ليالي الأنس"   | شيماء حساني     | 84              | 17              | محمد عبد العزيز | "بتشبه علي"     |
| 2               | 2.500 دولار     | "حبيتك أنا"     | محمد قباني      | 06              | 95              | همسة منيف       | "وحشتني"        |
| المرحلة الثالثة |                 |                 |                 |                 |                 |                 |                 |
| 1               | 10.000 دولار    | "أنا بعشقك"     | همسة منيف       | 66              | 35              | شيماء حساني     | "الأطلال"       |

### الحلقة الرابعة:11 تشرين الأول2013- الحكم الضيف:أحلام الشامسي
| المرحلة الأولى | المرحلة الأولى       | المرحلة الأولى         | المرحلة الأولى       | المرحلة الأولى |
| التسلسل        | العرض المالي         | المتسابق               | الأغنية              | عدد الأصوات    |
| -------------- | -------------------- | ---------------------- | -------------------- | -------------- |
| 1              | لا مبالغ بهذه الجولة | منتصر حبيب 26 سنة      | "محلا هواكي"         | 77             |
| 2              | لا مبالغ بهذه الجولة | فطمة علي لم تعلن عمرها | "وهران"              | 61             |
| 3              | لا مبالغ بهذه الجولة | نهاد دريف 20 سنة       | "شفتو من بعيد"       | 54             |
| 4              | لا مبالغ بهذه الجولة | حمزة فضلاوي 18 سنة     | "يا عسل"             | 59             |
| 5              | لا مبالغ بهذه الجولة | سندي لطي 18 سنة        | "يا بني"             | 97             |
| 6              | لا مبالغ بهذه الجولة | خالد عبد العزيز 22 سنة | "بلا حب بلا وجع قلب" | 31             |
| 7              | لا مبالغ بهذه الجولة | جورج جبر 25 سنة        | "اشتقنا كتير"        | 37             |
| 8              | لا مبالغ بهذه الجولة | زكرياء الغفولي 27 سنة  | "آه يا عيني يا ليل"  | 62             |

| المرحلة الثانية | المرحلة الثانية | المرحلة الثانية     | المرحلة الثانية | المرحلة الثانية | المرحلة الثانية | المرحلة الثانية | المرحلة الثانية  |
| التسلسل         | العرض المالي    | الأغنية             | المتسابق        | الأصوات         | الأصوات         | المتسابق        | الأغنية          |
| --------------- | --------------- | ------------------- | --------------- | --------------- | --------------- | --------------- | ---------------- |
| 1               | 2.500 دولار     | "مالك يا حلوة مالك" | منتصر حبيب      | 69              | 32              | فطمة علي        | "شو إسمك"        |
| 2               | 2.500 دولار     | "زيديني عشقا"       | زكرياء الغفولي  | 69              | 32              | سندي لطي        | "سلملي علي"      |
| المرحلة الثالثة |                 |                     |                 |                 |                 |                 |                  |
| 1               | 10.000 دولار    | "سهرت"              | زكرياء الغفولي  | 89              | 12              | منتصر حبيب      | "لما بتكوني معي" |

### الحلقة الخامسة:18 تشرين الأول2013- الحكم الضيف:الشاب خالد
| المرحلة الأولى | المرحلة الأولى       | المرحلة الأولى       | المرحلة الأولى    | المرحلة الأولى |
| التسلسل        | العرض المالي         | المتسابق             | الأغنية           | عدد الأصوات    |
| -------------- | -------------------- | -------------------- | ----------------- | -------------- |
| 1              | لا مبالغ بهذه الجولة | مراد حلمي 24 سنة     | "حبك كواني"       | 79             |
| 2              | لا مبالغ بهذه الجولة | أحمد البراشي 34 سنة  | "هذا المساء للحب" | 22             |
| 3              | لا مبالغ بهذه الجولة | ناتالي فريحة 31 سنة  | "لو فيي"          | 47             |
| 4              | لا مبالغ بهذه الجولة | إدمون صيدناوي 26 سنة | "يا حب اللي غاب"  | 78             |
| 5              | لا مبالغ بهذه الجولة | عماد كمال 27 سنة     | "ومن الشباك"      | 51             |
| 6              | لا مبالغ بهذه الجولة | حسام زيد 25 سنة      | "سألوني"          | 15             |
| 7              | لا مبالغ بهذه الجولة | يوسف النهدي 21 سنة   | "جرح الماضي"      | 39             |
| 8              | لا مبالغ بهذه الجولة | رباب نجيد 21 سنة     | "مغرم"            | 34             |

| المرحلة الثانية | المرحلة الثانية | المرحلة الثانية  | المرحلة الثانية | المرحلة الثانية | المرحلة الثانية | المرحلة الثانية | المرحلة الثانية |
| التسلسل         | العرض المالي    | الأغنية          | المتسابق        | الأصوات         | الأصوات         | المتسابق        | الأغنية         |
| --------------- | --------------- | ---------------- | --------------- | --------------- | --------------- | --------------- | --------------- |
| 1               | 2.500 دولار     | "لولا الملامة"   | ناتالي فريحة    | 89              | 12              | إدمون صيدناوي   | "يا مسهر عيني"  |
| 2               | 2.500 دولار     | "مش عايزة غيرك"  | مراد حلمي       | 43              | 58              | عماد كمال       | "أم الدنيا"     |
| المرحلة الثالثة |                 |                  |                 |                 |                 |                 |                 |
| 1               | 10.000 دولار    | "كل اللي لاموني" | ناتالي فريحة    | 26              | 75              | عماد كمال       | "خلص الدمع"     |

## مواضيع ذات صلة
- ذا فويس: أحلى صوت
- آراب آيدول
- آرابس جوت تالنت

## روابط خارجية
- ذا وينر إز... على موقع IMDb (الإنجليزية)
- ذا وينر إز... على موقع قاعدة بيانات الفيلم (الإنجليزية)